# Mayaca fluviatilis
Mayaca fluviatilis är en gräsväxtart som beskrevs av Jean Baptiste Christophe Fusée Aublet. Mayaca fluviatilis ingår i släktet Mayaca och familjen Mayacaceae. Inga underarter finns listade i Catalogue of Life.

## Bildgalleri

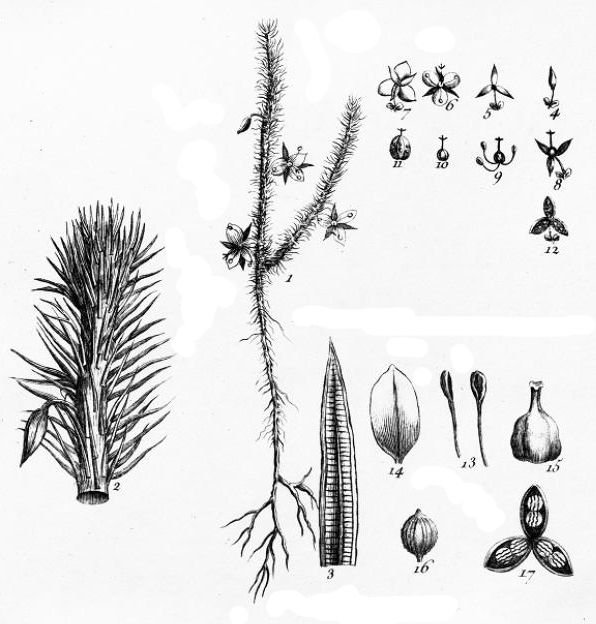
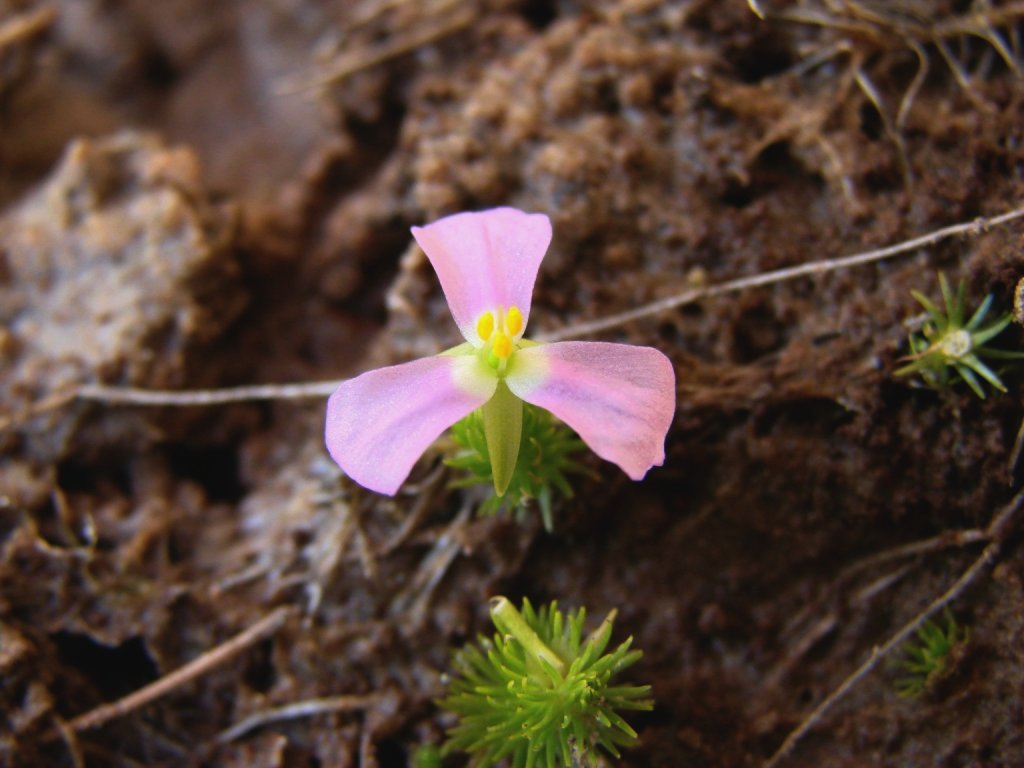